# سمند
سمند خودرویی سدان ساخت شرکت ایران‌خودرو است که از اوایل سال ۱۳۸۱ وارد تولید انبوه شد و تا سال ۱۴۰۱ تولید شد. این خودرو علاوه‌بر فروش در ایران، به کشورهای دیگر با کمی تغییرات کیفی و موتوری نیز صادر می‌شد. سمند در ابتدا قرار بود جایگزین پیکان شود، اما با توجه به هزینهٔ طراحی و قیمت نهایی آن، چنین نشد. سمند در ادبیات فارسی به اسبی گفته می‌شود که رنگی متمایل به زرد دارد. تولید این خودرو در ۱۰ مهر ۱۴۰۱ به پایان رسید.
در ابتدا مدل X7 (به دلیل اینکه این خودرو در ابتدا با موتور XU7 عرضه می شد به این خودرو لقب X7 دادند) و سپس مدل سمند سال و بعد از آن شاهد مدل EF7 یا همان موتور ملی بودیم..

## تاریخچه

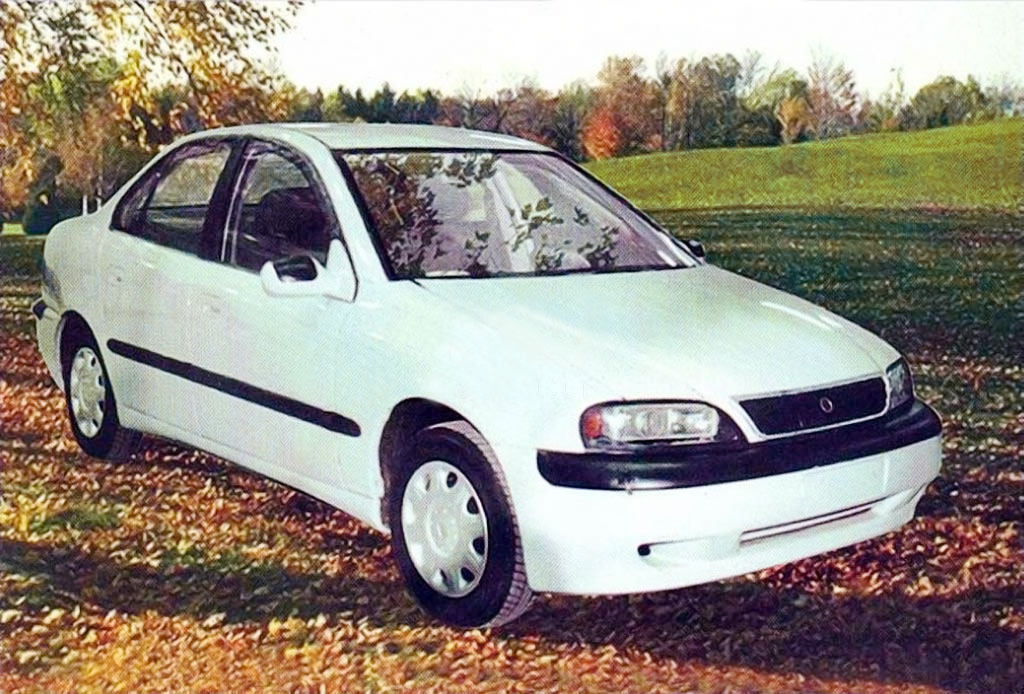
تبلیغات نمونه اولیه سمند به اسم پیکان جدید، ۱۳۷۵

پس از رشد صنعت خودروسازی در کشور کره که تقریباً همزمان با ایران فعالیت خود را آغاز کرده بود، تقاضای طراحی و تولید خودروی بومی نزد افکار عمومی جامعهٔ ایران زیاد شد. نخستین‌بار در اوایل دههٔ هفتاد شمسی، طرح خودروی ملی در سازمان‌های رسمی کشور از جمله مجلس شورای اسلامی، وزارت صنایع سنگین وقت، و سازمان گسترش و نوسازی صنایع ایران مطرح شد.

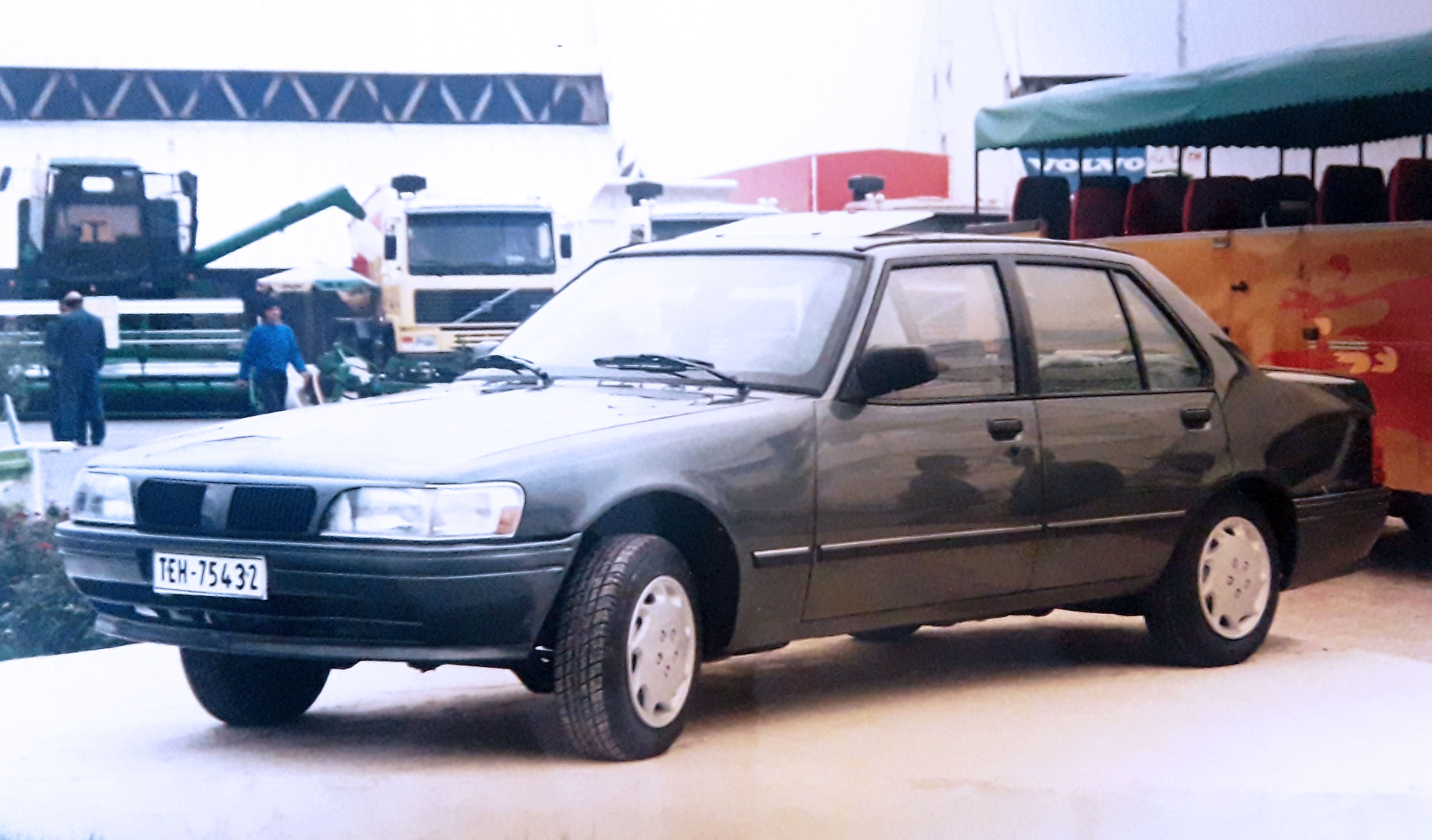
خودروی ملی، طراحی شده توسط مرکز تحقیقات و خدمات خودکفایی ایران، محل دائمی نمایشگاه های بین المللی تهران، 1373

در سال ۱۳۷۲، مرکز تحقیقات و خدمات خودکفایی ایران در مجموعهٔ سازمان گسترش و نوسازی صنایع ایران مأمور شد تا در چارچوب یک برنامهٔ تحقیقاتی، بر پایهٔ مهندسی معکوس برای اولین‌بار در ساختار صنعت خودروسازی ایران، فرایند طراحی و ساخت خودرو به شیوهٔ مقرون‌به‌صرفه را طراحی و تعریف کند.
اصطلاح خودروی ملی اولین‌بار به یک خودروی مفهومی که در چارچوب همین برنامه در این مرکز تحقیقاتی طراحی شده بود گفته شد. پروژهٔ خودروی ملی پروژه‌ای موفق و نسبتاً کم‌هزینه بود که از طرف شهردار وقت تهران غلامحسین کرباسچی و وزارت صنایع سنگین وقت حمایت می‌شد. نمونه‌های اولیهٔ این خودرو که به صورت آزمایشی بر پایهٔ پلتفرم خودروی شورلت رویال باقی‌مانده از پیش از انقلاب طراحی و ساخته شده بود، بارها در نمایشگاه‌های خودرو در محل دائمی نمایشگاه‌های بین‌المللی تهران در سال‌های ۷۲ تا ۷۵ به نمایش گذاشته شد. در این پروژه که برای اولین‌بار در ایران روش‌ها و فرایند کامل ساخت یک خودرو مورد تحقیق و بررسی قرار می‌گرفت، اثبات شد که در کشور توان طراحی و ساخت خودرو وجود دارد.
در انتها با انتقال مستندات به گروه صنعتی ایران‌خودرو با الهام از این طرح و احتمالاً با استفاده از اولین یافته‌های تحقیقاتی مهندسین این مرکز، پروژهٔ طراحی خودروی بومی در سال ۱۳۷۴ در گروه صنعتی ایران‌خودرو آغاز شد.
با توجه به پیچیدگی طراحی پلتفرم و با اتکا به تجربهٔ سازمان گسترش در پروژهٔ خودروی ملی، شرکت ایران‌خودرو نسبت‌به خرید پلتفرم پژو ۴۰۵ از شرکت پژو فرانسه اقدام کرد. همزمان با انجام این پروژه در ایران، شرکت فِرست اتوموتیو انگلستان اقدام به طراحی نمونهٔ اولیهٔ خودرویی برروی شاسی و قوای محرکه خودرو پژو ۴۰۵ برای تولید در یک شرکت تایوانی نموده بود که با توجه به ورشکستگی شرکت تایوانی و همچنین پیچیدگی طراحی بدنه، ایران این طرح را از شرکت فرست اتوموتیو خریداری کرد، اما چون شرکت فرست اتوموتیو طراحی را خوب انجام نداده بود و ایران خودرو فهمیده بود این شرکت توانایی اصلاح آن را ندارد، آن را به ایران برد و در آنجا مرکز تحقیقات ایران خودرو با جمع‌آوری فارغ‌التحصیلان دانشگاه‌های امیرکبیر، صنعتی شریف و چند دانشگاه صنعتی دیگر، طراحی خودرو ملی را در کنار مشاوران خارجی آغاز کرد. در این فرایند، اتاق نسبتاً کوچک و ارگونومی که متناسب با افراد کوتاه قد شرق آسیا ساخته شده بود، بازطراحی شد. بعضی به‌دلیل وجود موتور XU7 در طراحی اولیه و ماندگاری آن بر روی سمند در سال‌های پیاپی، موتور اصلی آن را XU7 می‌دانند درحالی‌که در زمان طراحی این ماشین قرار بود برای آن موتوری طراحی شود، اما کمبود بودجه مانع این‌کار شده و به صورت آزمایشی XU7 بر روی این خودرو قرار داده شد. (سال‌ها بعد با کم‌شدن هزینهٔ تولید، برای آن موتور EF7 طراحی گردید.)
سرانجام در سال ١٣٨٠ از خط تولید سمند توسط رئیس‌جمهور وقت، سید محمد خاتمی رونمایی شد. هزینهٔ طراحی سمند بین ۱۲۰ میلیارد تا ۵۰۰ میلیارد تومان تخمین زده می‌شود.

## مدل‌ها

### مدل‌های تولید شده

#### سمند X7

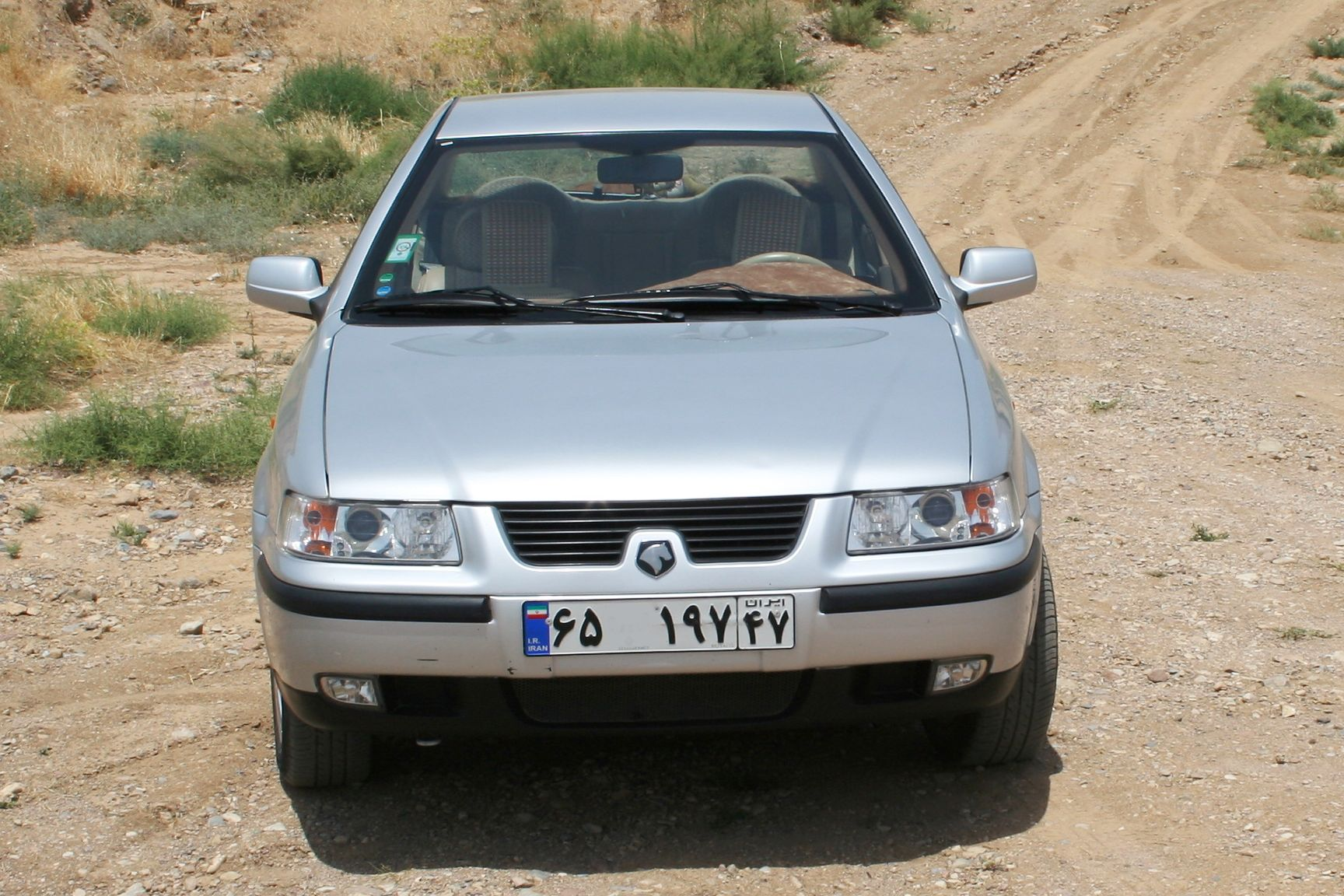
سمند X7

نام X7 در واقع کد پروژه سمند بود، اما از آن برای توصیف اولین نسخه از سمند که تولید آن از سال ۱۳۸۱ آغاز شد و تا ۱۳۸۸ ادامه یافت نیز استفاده می‌شود؛ به این دلیل که شرکت مادر به غیر از عبارت 1.8i مشخصه خاص دیگری برای این مدل تعیین نکرده است. سمند معمولی از لحاظ امکانات بالاتر از EL است و بین EL و LX قرار می‌گیرد. این نسخه از سمند تنها با موتور XU7 عرضه‌شد و برخلاف سمند LX، نسخهٔ موتور ملی آن تولید نشد. این خودرو از لحاظ طراحی نمای داخلی تفاوت چندانی با دیگر مدل‌ها ندارد.

#### سمند LX

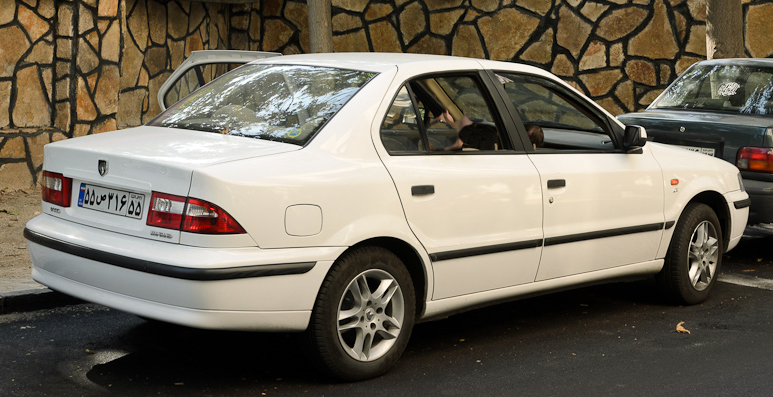
سمند ال‌ایکس

سمند ال‌ایکس، نسخهٔ ارتقا یافتهٔ سمند معمولی است. پروژهٔ طراحی سمند LX از اسفند ۱۳۸۱ آغاز شد و این مدل در اردیبهشت ۱۳۸۳ وارد بازار شد. ایران خودرو مدعی است سمند ال‌ایکس قدرت فرمان‌پذیری خوبی دارد و از جمله نکات مهم در طراحی سمند ال‌ایکس را ایمنی آن می‌داند. این خودرو در بازار ایران با دو موتور XU7 و EF7 عرضه شد، اما برای بازارهای صادراتی علاوه‌بر این دو موتور، از موتور TU5 نیز استفاده شد که تعداد کمی از آنها در ایران وجود دارد. از تجهیزات اضافی به‌کار گرفته شده در مدل ال‌ایکس نسبت‌به مدل معمولی سمند می‌توان به ترمز ضد قفل، کیسه هوای راننده و سرنشین (در برخی مدل‌ها)، رینگ آلومینیومی، امکان تنظیم برقی صندلی‌های سرنشینان جلو، سنسور هشدار دنده عقب، و صندوق‌پران الکتریکی عقب نام برد. سمند LX با جعبه‌دندهٔ پنج‌سرعتهٔ دستی عرضه شد.

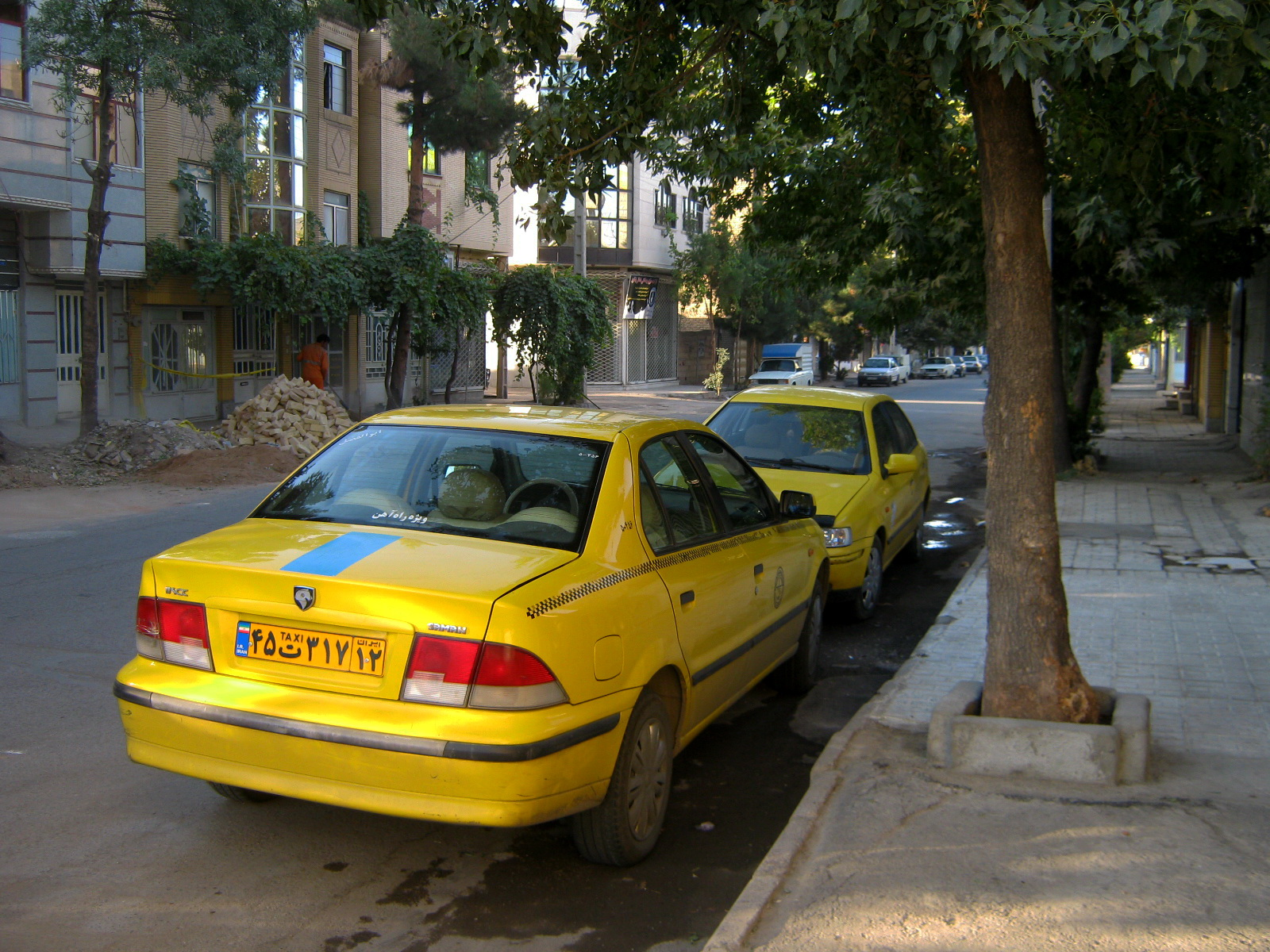
سمند EL تاکسی

#### سمند EL
سمند EL یا «سمند کار» مدلی از سمند با آپشن‌های کمتر است که تا پیش از دههٔ ۹۰ خورشیدی، بیشتر به شکل تاکسی تولید می‌شد. تولید سمند EL به صورت تاکسی از سال ۱۳۸۴ آغاز شد. از سال ۱۳۸۸ تا ۱۳۹۱، تعدادی سمند EL شخصی تولید شد. در نهایت مدل SE به‌طور کامل جایگزین این مدل شد. مشخصهٔ سمند EL، چراغ خطرهای بزرگ آن است.در این مدل از موتور XU7 استفاده شده است.
از آن‌جایی که کاربری اولیهٔ سمند EL، ناوگان تاکسی‌رانی بود، تعدادی از امکانات آن نسبت‌به سمند X7 حذف شده‌است. سمند EL به جای رینگ، دارای قالپاق بود و همچنین سامانهٔ هشداردهنده هوشمند این مدل حذف شده‌بود. در این مدل شیشهٔ عقب به‌صورت دستی عمل می‌کند. رنگ سپر، کنسول وسط، و دریچهٔ هوا برای صندلی عقب نیز در این مدل حذف شد و سپر جلو نیز چراغ مه‌شکن ندارد. همچنین این مدل فاقد آنتن برقی بوده و از آنتن معمولی پژو در آن استفاده شده‌است.

#### سمند SE

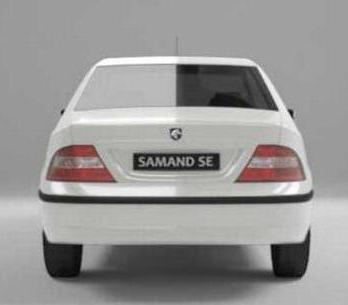
سمند SE

سمند SE با امکانات کمتر نسبت‌به LX، جایگزین سمند معمولی و EL شد. این مدل در سال ۱۳۸۷ رونمایی و تولید آن در سال ۱۳۸۹ آغاز شد. تولید این مدل در سال ۱۳۹۶ پایان یافت. تفاوت این مدل با سمند معمولی و سمند کار از نظر فنی، بهینه‌سازی اکسل و کاهش وزن کلی خودرو است. از نظر طراحی نیز تفاوت SE با مدل معمولی و EL در طراحی چراغ‌های عقب، جلوپنجره و چیدمان دکمه‌های داشبورد است.
سمند SE برخلاف LX، فاقد سامانهٔ مالتی‌پلکس، فرمان تلکسوپی، و حسگرهای هشداردهندهٔ دنده عقب است. همچنین پنجره‌های عقب و آینه‌های جانبی آن به‌صورت دستی تنظیم می‌شوند؛ همچنین طراحی چراغ‌های عقب این مدل با LX تفاوت دارد. موتور این تیپ XU7 (موتور استفاده شده در پژو ۴۰۵) است.

#### سمند سریر
سریر، نسخهٔ تشریفاتی سمند LX است. سمند سریر در سال ۱۳۸۳ معرفی و در سال ۱۳۸۴ پیش‌فروش آن آغاز شد، اما در نهایت عرضهٔ عمومی سمند سریر تا سال ۱۳۸۷ به تعویق افتاد. موتور این خودرو «XU7J4P/L4» بوده که با پژو پارس ELX و سیتروئن زانتیا ۱۸۰۰ مشترک است. توان این موتور برابر با ۱۱۰ اسب بخار است. سریر از لحاظ طول نسبت‌به سمند LX بلندتر بوده، دارای جلوپنجره کرومی است و همچنین رنگ‌بندی طراحی داخلی آن متفاوت است. این خودرو دارای فضای پای بیشتر و صفحه نمایش برای سرنشینان عقب است. تولید سریر در سال ۱۳۹۱ متوقف شد.

### مدل‌های تولید نشده

#### سمند پردیس
سمند پردیس در سال ۱۳۸۳ رونمایی شد و قرار بود از سال ۱۳۸۵ تولید شود. در این خودرو قرار بود از سامانهٔ تعلیق جدید، کلاچ الکترونیکی، مانیتور DVD، سامانهٔ راهیابی، و کروز کنترل استفاده شود. این خودرو با وجود این‌که به تولید انبوه نرسید، اما طراحی و امکانات درنظرگرفته‌شده برای آن الهام‌بخش خودروهای سورن و دنا شد. طراحی پردیس به پروژهٔ P2 انتقال یافت، که در نهایت به تولید خودروی سمند سورن منجر شد.

#### سمند زوبین
سمند زوبین اولین نسخهٔ کوپهٔ سمند، با ظاهری شبیه‌به سمند پردیس بود. موتور توربوشارژ و فرمان‌پذیری بهتر مواردی بودند که آن را نسبت‌به دیگر انواع سمند متمایز می‌کرد.

#### سورن کوپه
دومین نسخهٔ کوپهٔ سمند با عنوان «سورن» به مرحلهٔ رونمایی رسید، اما هیچ‌گاه تولید نشد. بعدتر از نام سورن برای خودروی دیگری که در واقع نسخهٔ توسعه‌یافتهٔ پردیس (پروژه P2) بود، استفاده شد.

#### سمند دیزلی
در سال ۱۳۸۹، ایران‌خودرو خبر از عرضهٔ انبوه سمند دیزلی در سال ۱۳۹۰ داد. سمند دیزلی در سال ۱۳۹۰ رونمایی شد و اعلام‌شد که تولید انبوه این خودرو تا سال ۱۳۹۲ به تعویق افتاده‌است. سمند دیزلی توسط شرکت تحقیقات موتور ایران‌خودرو (ایپکو) توسعه داده شده‌است و از موتوری با فناوری بوش آلمان بهره می‌برد. این خودرو در سال ۱۳۹۲ نیز به تولید انبوه نرسید و در بهمن ۱۳۹۷، مدیر ایپکو تولید انبوه این خودرو را به «فراهم‌سازی زیرساخت‌های لازم درکشور» منوط کرد.
موتور سمند دیزلی به نام EFD از نظر آلایندگی دارای استاندارد یورو ۵ است. براساس تست‌های انجام‌شده، این خودروی توربودیزل دارای توان ۱۲۰ اسب‌بخاری و گشتاور ۲۵۶ نیوتن‌متری است. شتاب صفر تا صد کیلومتر بر ساعت آن با گیربکس عادی سمند ۱۰٫۴ ثانیه و با گیربکس بهبودیافته ۹/۶ ثانیه است. همچنین مصرف ترکیبی گازوئیل آن، ۵/۴ لیتر در هر ۱۰۰ کیلومتر است.

#### سمند ساحلی
نام خودرویی مفهومی طراحی شده در ایران‌خودرو بود که هیچ‌گاه به تولید انبوه نرسید. این خودرو دو در و سقف آن به‌صورت کروکی بود.

### نسخه‌های فیس‌لیفت
ایران‌خودرو به‌وسیلهٔ فیس‌لیفت سمند، نسخه‌های دیگری تولید کرده‌است که عبارتند از:

#### سمند سورن
اولین فیس‌لیفت عمدهٔ سمند، سورن بود که در سال ۱۳۸۵ رونمایی شد و از سال ۱۳۸۶ تاکنون درحال تولید است همانطور که شاعر میگوید ماشین فقط سمند سورن. سمند سورن از نظر فنی تفاوت چندانی با سمند LX ندارد و بیشتر طراحی چراغ‌های آن تغییر کرده‌است، همچنین تفاوت‌هایی در طراحی کابین آن دیده می‌شود. همچنین نسخهٔ توربوشارژر سورن نیز از سال ۱۳۹۵ تولید و عرضه می‌شود. سورن توربو دارای توان ۱۵۰ اسب بخار است.

#### دنا
دومین فیس‌لیفت عمدهٔ سمند، دنا است. پروژهٔ طراحی این خودرو در سال ۱۳۸۸ آغاز شد. در نهایت دنا در سال ۱۳۹۳ به بازار عرضه‌شد. این خودرو از لحاظ طراحی بیرونی و داخلی و همچنین امکانات با سمند LX تفاوت عمده دارد؛ با این‌حال دنا از موتور ملی بهره‌می‌برد و از نظر فنی با سمند LX تفاوت قابل توجهی ندارد.

## تست تصادف
علی‌رغم این‌که در باور عامّه و به ادعای کارخانه، سمند خودرویی محکم و ایمن تصور می‌شد، در سال ۹۷ با انتشار مستندی از شبکه من و تو به نام رپرتاژ بررسی سمند، ویدیویی از تست تصادف این خودرو توسط مراکز معتبر ایمنی در اروپا و دتچم که یکی از زیر مجموعه‌های معتبر یورو ان‌سی‌ای‌پی شرکت است منتشر شد که ایمنی سمند را به چالش می‌کشید.
در این آزمایش سمند با سرعت ۶۴ کیلومتر درساعت از روبه‌رو با مانع برخورد کرد. در نتیجه، اتاق خودرو از قسمت رکاب و ستون A به‌طور کلی تغییر شکل داد و تخریب شد. همچنین تایر و رینگ خودرو نیز با وارد کردن فشار به کابین امنیت راننده را به خطر انداخت. شدت صدمات در فضای پاها در ردیف جلویی قسمت صندلی راننده به حدی بود که موجب له شدن پای آدمک شد. ایربگ خودرو علی‌رغم این که عملکرد نسبتاً مناسبی داشت، اما به‌خاطر تغییر شکل اتاقک حفاظت کاملی را به عمل نیاورده و موجب ورود ضربه و صدمات به قفسهٔ سینه و سر آدمک شد. کارشناس تست، این خودرو را مشابه خودروهایی که بیست سال پیش در اروپا تست می‌شده ارزیابی کرد. همچنین صندلی خودرو نیز مورد آزمایش برخورد از عقب قرار گرفت که حفاظت مناسبی از گردن آدمک نداشت. مجموع امتیاز دریافتی این خودرو یک ستاره از پنج ستاره بود.
همچنین خودرو از نظر آلایندگی با بنزین یورو ۶ اروپایی آزمایش شد که نتیجه در اینجا قابل قبول بود، اما با بنزین یورو ۴ داخل ایران آلایندگی خودرو فراتر از حد مجاز ارزیابی شد.

## مشخصات کلی

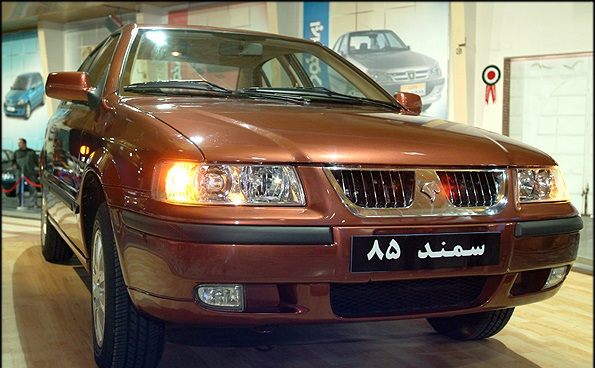
سمند LX

از لحاظ فنی، سمند در دوران اوایل ساخت منطبق بر پژو ۴۰۵ جی‌ال‌ایکس با موتور ۱٫۸ لیتری بود . این موتورِ ساختِ فرانسه، با حجم دقیق ۱۷۶۱ سی‌سی ۱۰۰ اسب بخار قدرت در ۶۰۰۰ دور در دقیقه تولید می‌کند. این موتور می‌تواند جثهٔ سمند را که ۱۰۰ تا ۲۰۰ کیلوگرم سنگین‌تر از ۴۰۵ است، در ۱۳٫۹ ثانیه - طبق گفته سازنده - به سرعت ۱۰۰ کیلومتر بر ساعت برساند و در نهایت توان رسیدن به سرعت ۱۹۵ کیلومتر در ساعت را دارد. همچنین موتور دیگری به نام EF7 با حجم ۱۶۴۵ سی‌سی بر روی این خودرو نصب می‌شود که قدرت خروجی آن ۱۱۳ اسب بخار در ۶۰۰۰ دور در دقیقه است. سمند با این پیشرانه طبق ادعای سازنده در ۱۲ ثانیه به سرعت ۱۰۰ کیلومتر بر ساعت می‌رسد. این موتور طراحی به‌روزی دارد و نسبت‌به بقیهٔ موتورهای داخلی، راندمان بالاتری دارد. مصرف سوخت پایین، دوام بالای قطعات، و صدای کمتر از مزیت‌های این موتور است ولی به کیفیت روغن مورد استفاده حساسیت بالایی دارد. ایران خودرو برای صادرات سمند، این خودرو را با موتور TU5 نیز عرضه کرد. کیفیت این خودرو نسبت به سمندهای تولید شده برای بازار ایران بهتر است و از نظر فنی با پژو ۲۰۶ تیپ ۵ برابری می‌کند. جعبه‌دندهٔ سمند TU5 شبیه پارس ال‌ایکس است، اما ضریب دنده‌های آن متفاوت است.
| مشخصات سمند LX                                                  | مشخصات سمند LX                     | مشخصات سمند LX                                                                       | مشخصات سمند LX                          | مشخصات سمند LX                                                                                 |
| مدل خودرو                                                       | سمند LX بنزینی                     | سمند LX دوگانه سوز                                                                   | سمند LXEF7 بنزینی                       | سمند LXEF7 دوگانه سوز                                                                          |
| نوع موتور                                                       | XU7JP/L3                           | XU7JP/L3                                                                             | EF7                                     | EF7                                                                                            |
| حجم موتور (cc)                                                  | ۱۷۶۱                               | ۱۷۶۱                                                                                 | ۱۶۴۵                                    | ۱۶۴۵                                                                                           |
| حداکثر توان موتور (hp)                                          | ۱۰۰ اسب بخار در ۶۰۰۰ دور در دقیقه  | ۱۰۰ اسب بخار در ۶۰۰۰ دور در دقیقه (بنزین)، ۸۳ اسب بخار در ۶۰۰۰ دور در دقیقه (گاز)    | ۱۱۳ اسب بخار در ۶۰۰۰ دور در دقیقه       | ۱۱۳ اسب بخار در ۶۰۰۰ دور در دقیقه (بنزین)، ۱۰۰ اسب بخار در ۶۰۰۰ دور در دقیقه (گاز)             |
| حداکثر گشتاور (Nm)                                              | ۱۵۳ نیوتن متر در ۳۰۰۰ دور در دقیقه | ۱۵۳ نیوتن متر در ۳۰۰۰ دور در دقیقه (بنزین)، ۱۳۴ نیوتن متر در ۳۰۰۰ دور در دقیقه (گاز) | ۱۵۵ نیوتن متر در ۴۵۰۰–۳۵۰۰ دور در دقیقه | ۱۵۵ نیوتن متر در ۴۵۰۰–۳۵۰۰ دور در دقیقه (بنزین)، ۱۳۶ نیوتن متر در ۴۵۰۰–۳۵۰۰ دور در دقیقه (گاز) |
| نسبت تراکم                                                      | ۹٫۳                                | ۹٫۳                                                                                  | ۱۱                                      | ۱۱                                                                                             |
| تعداد سوپاپ                                                     | ۸                                  | ۸                                                                                    | ۱۶                                      | ۱۶                                                                                             |
| نوع سوخت سازگار                                                 | بنزین بدون سرب اکتان ۹۵            | بنزین بدون سرب اکتان ۹۵، گاز طبیعی CNG                                               | بنزین بدون سرب اکتان ۹۵                 | بنزین بدون سرب اکتان ۹۵، گاز طبیعی CNG                                                         |
| سامانه انژکتوری                                                 | پاشش چند نقطه‌ای                    | پاشش چند نقطه‌ای                                                                      | پاشش چند نقطه‌ای                         | پاشش چند نقطه‌ای                                                                                |
| حداکثر سرعت (km/h)                                              | ۱۸۵                                | ۱۸۵ بنزین، ۱۷۵ گاز                                                                   | ۱۹۰                                     | ۱۹۰ بنزین، ۱۸۰ گاز                                                                             |
| شتاب صفر تا ۱۰۰ (ثانیه)                                         | ۱۳٫۱                               | ۱۳٫۱ بنزین، ۱۸ گاز                                                                   | ۱۲                                      | ۱۲ بنزین                                                                                       |
| سامانه انتقال قدرت                                              | ۵ دنده دستی                        | ۵ دنده دستی                                                                          | ۵ دنده دستی                             | ۵ دنده دستی                                                                                    |
| مصرف سوخت خارج شهر (Lit/100 km)                                 | ۶٫۸                                | ۷٫۴۶ بنزین، ۷٫۴۵ گاز                                                                 | ۵٫۸                                     | ۵٫۸ بنزین                                                                                      |
| مصرف سوخت ترکیبی (Lit/100 km)                                   | ۸٫۳۴                               | ۹٫۹ بنزین، ۸٫۷ گاز                                                                   | ۷٫۴۹                                    | ۷٫۵۴ بنزین، ۷٫۸ گاز                                                                            |
| طول خودرو (mm)                                                  | ۴۵۰۲                               | ۴۵۰۲                                                                                 | ۴۵۰۲                                    | ۴۵۰۲                                                                                           |
| عرض خودرو(mm)                                                   | ۱۹۰۳                               | ۱۹۰۳                                                                                 | ۱۹۰۳                                    | ۱۹۰۳                                                                                           |
| ارتفاع خودرو (mm)                                               | ۱۴۶۰                               | ۱۴۶۰                                                                                 | ۱۴۶۰                                    | ۱۴۶۰                                                                                           |
| فاصله بین دو محور چرخ‌های عقب و جلو (mm)                         | ۲۶۷۱                               | ۲۶۷۱                                                                                 | ۲۶۷۱                                    | ۲۶۷۱                                                                                           |
| وزن خالص خودرو بدون سرنشین با مخزن پر و بدون تجهیزات اضافی (kg) | ۱۲۲۰                               | ۱۳۴۴                                                                                 | ۱۲۴۰                                    | ۱۳۴۴                                                                                           |
| گنجایش مخزن سوخت (lit)                                          | ۶۶                                 | ۶۶ بنزین، ۱۰۰ گاز                                                                    | ۶۶                                      | ۶۶ بنزین، ۷۵ یا ۱۰۰ گاز                                                                        |
| حجم فضای صندوق عقب (lit)                                        | ۵۰۰                                | ۳۵۰                                                                                  | ۵۰۰                                     | ۳۵۰                                                                                            |
| --------------------------------------------------------------- | ---------------------------------- | ------------------------------------------------------------------------------------ | --------------------------------------- | ---------------------------------------------------------------------------------------------- |